# Hari Krishna Shastri
Hari Krishna Shastri (Prayagraje, 21 de fevereiro de 1938 – Nova Deli, 17 de junho de 1997) foi um político indiano que foi Ministro do Governo da Índia. Ele foi um membro da Quarta (1967, de Allahabad), Sétima (1980, de Fatehpur) e Oitava Lok Sabha. Ele foi o candidato vencido de Fatehpur nas eleições gerais de 1989.

## Vida pessoal
Ele era filho do ex-primeiro-ministro Lal Bahadur Shastri.